# Scopula personata
Scopula personata är en fjärilsart som beskrevs av Louis Beethoven Prout 1913. Scopula personata ingår i släktet Scopula och familjen mätare. Inga underarter finns listade.